# Lisohirka, Hmilnîk
Lisohirka (în ucraineană Лісогірка) este un sat în comuna Mareanivka din raionul Hmilnîk, regiunea Vinnița, Ucraina.

## Demografie
Componența lingvistică a localității Lisohirka
     Ucraineană (99,57%)
     Alte limbi (0,43%)
Conform recensământului din 2001, majoritatea populației localității Lisohirka era vorbitoare de ucraineană (99,57%), existând în minoritate și vorbitori de alte limbi.